# Premier Automotive Group

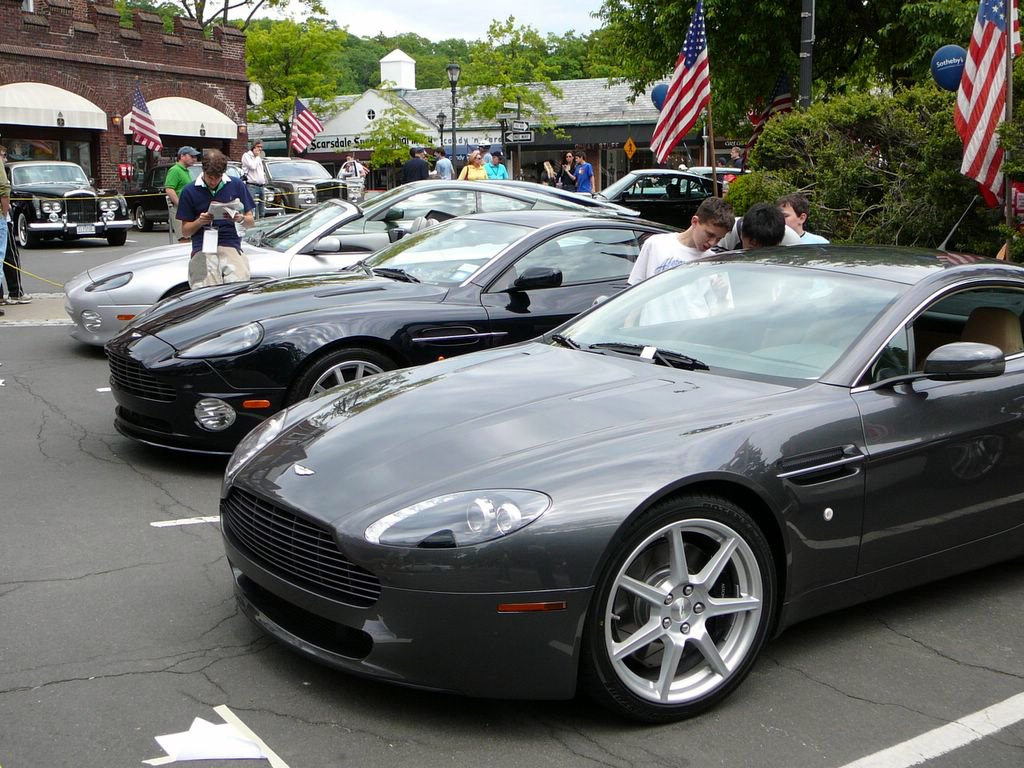
Van links naar rechts: Aston Martin DB7, -V12 Vanquish en -V8 Vantage.

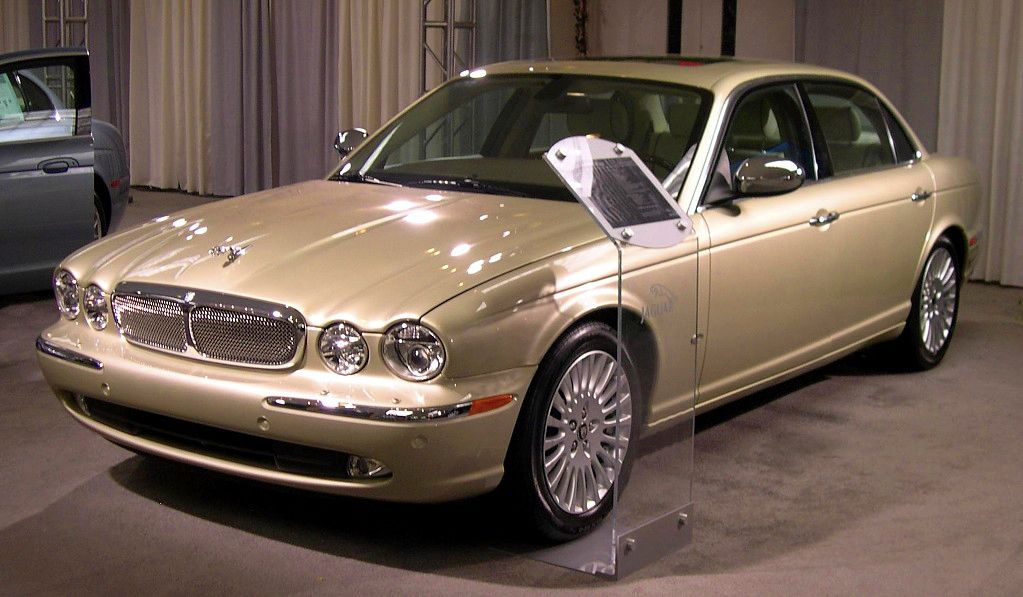
Jaguar XJ uit 2006.

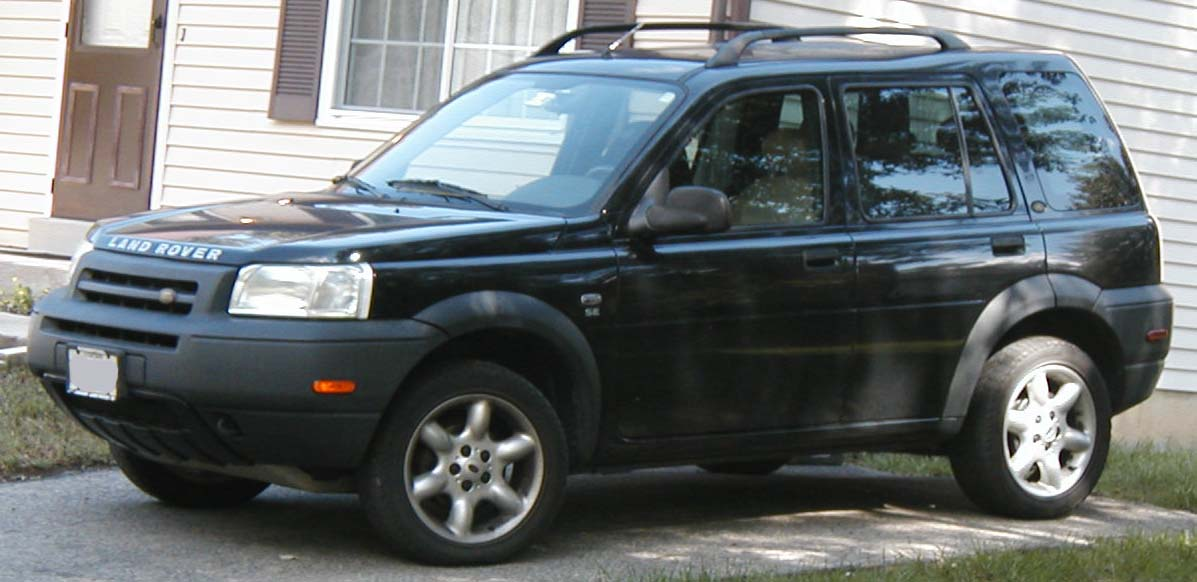
Land Rover Freelander uit 2002-2003.

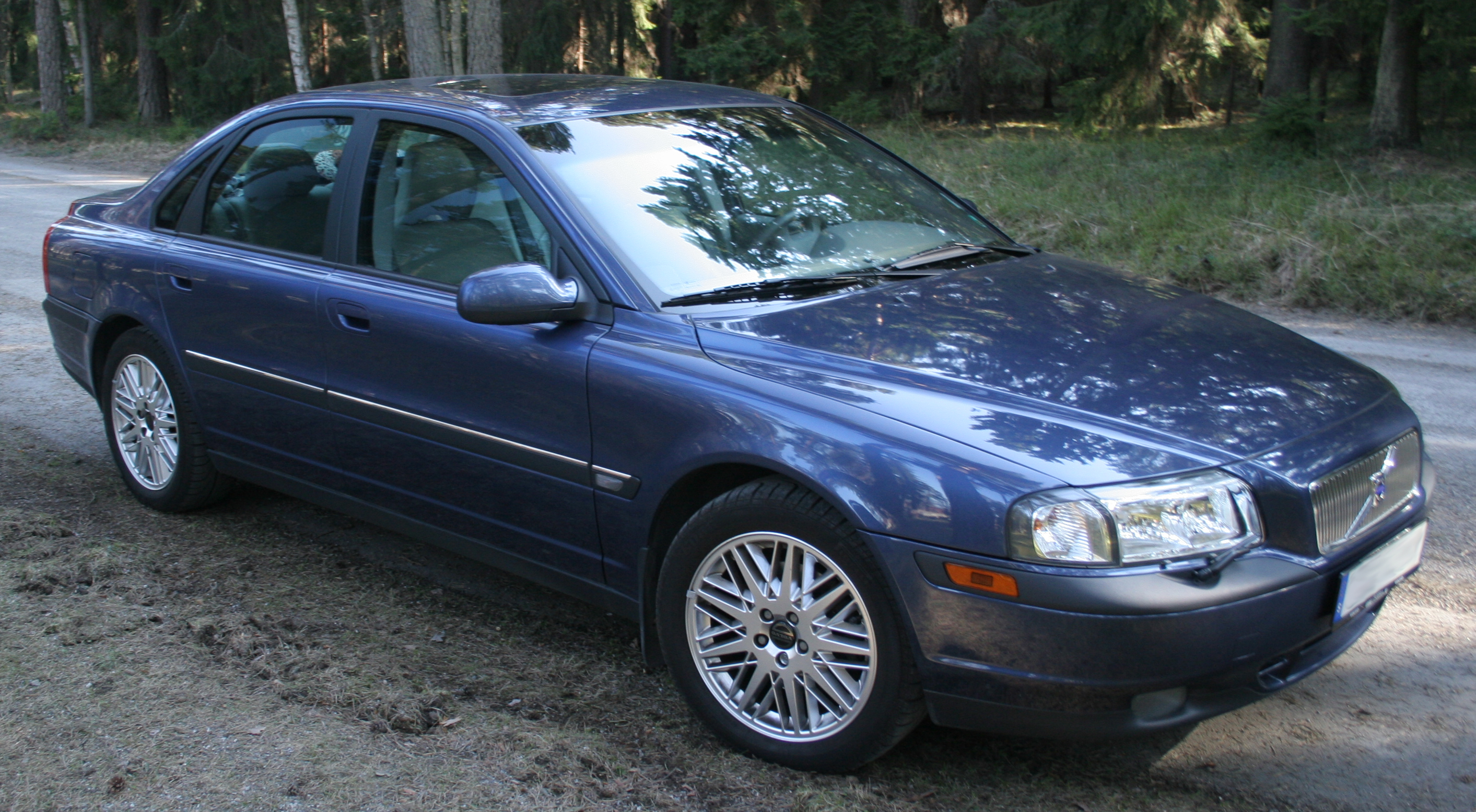
Volvo S80 uit 2002.

De Premier Automotive Group (PAG) was een divisie van het Amerikaanse autoconcern Ford Motor Company. PAG omvatte Ford's Europese merken en in het begin ook Lincoln. Omdat de merken zo van elkaar verschilden kwam er van de verhoopte synergiën weinig terecht. Eind jaren 2000 werd de groep ontmanteld door de verkoop van alle merken, vanwege Ford's penibele financiële situatie in die periode.

## Geschiedenis

### Opbouw
In september 1999 combineerde Ford al haar Britse luxemerken en het Amerikaanse Lincoln in de Premier Automotive Group, die op 19 maart dat jaar werd opgericht. Later kwamen ook Volvo en Land Rover erbij. Hiermee wilde het concern de ontwikkeling en marketing van haar luxemerken efficiënter maken. In 2006 werd de merknaam Rover gekocht van BMW, maar niet in gebruik genomen. Ford kocht de naam enkel om de naam Land Rover veiliger te stellen. In 2002 werd Lincoln weer uit PAG gehaald, volgend op Ford's strategie om haar lokale (Amerikaanse) automerken te scheiden van de buitenlandse (Europese).
In de jaren 2003 tot en met 2005 verkocht PAG gemiddeld zo'n 760.000 voertuigen op jaarbasis en was de omzet gestegen van US$ 25 miljard naar US$ 30 miljard in 2005. Dit stabiele beeld werd niet gereflecteerd in de resultaten. In 2003 realiseerde PAG nog een winst vóór belastingen van US$ 171 miljoen, een jaar later was dit omgeslagen in een verlies van US$ 850 miljoen om in 2005 nog eens bijna te verdubbelen tot een verlies van US$ 1,6 miljard.

### Ontbinding
Nadat Alan Mulally in 2006 bestuursvoorzitter van Ford werd, zette hij de buitenlandse merken in de etalage. Ford kampte met miljardenverliezen. In 2007 werd Aston Martin als eerste verkocht voor US$ 925 miljoen aan een groep investeerders onder leiding van de Britse motorsportondernemer David Richards.
In 2008 volgden Jaguar en Land Rover, die samen met een aantal ongebruikte merknamen aan het Indiase Tata werden verkocht. De verkoopprijs was US$ 2,3 miljard (circa 1,5 miljard euro). Bij Jaguar en Land Rover werkten zo'n 16.000 mensen. Jaguar werd in 1989 gekocht en Land Rover volgde een jaar later, Ford betaalde zo'n US$ 5,25 miljard voor de twee autofabrikanten.
In 2010 werd Volvo als laatste verkocht aan het Chinese Geely. De moedermaatschappij van Geely betaalde £ 1,2 miljard, veel minder dan de US$ 6,5 miljard die Ford destijds betaalde om Volvo in handen te krijgen.

## Afdelingen
PAG was gevestigd in Londen. Op het Zweedse Volvo na kwamen alle merken onder haar hoede dan ook uit het Verenigd Koninkrijk. PAG had ook een regionaal hoofdkantoor voor Noord-Amerika in Irvine (Californië). Die regio is de grootste afzetmarkt voor luxe-auto's ter wereld en de Amerikaanse PAG-afdeling verkocht enkel Aston Martin, Jaguar en Land Rover. Verder had PAG nog afdelingen in Azië en Zuid-Amerika.

## Merken
- Aston Martin (in 2007 verkocht)
- Daimler (ongebruikt gebleven)
- Jaguar (in 2008 verkocht)
- Lagonda (ongebruikt gebleven)
- Land Rover (in 2008 verkocht)
- Lincoln (in 2002 uit de groep gehaald)
- Rover (ongebruikt gebleven)
- Volvo (in 2010 verkocht)

## Managers
- 1999-2002: Wolfgang Reitzle
- 2002-2005: Mark Fields
- 2005-2008: Lewis Booth